# Colocasia esculenta
Colocasia esculenta, llamada comúnmente quiscamote, taro, uncucha, pituca, papa china, malanga, ñampí, yautía coco, y gabi en el español filipino, es una especie de plantas de la familia de las aráceas.

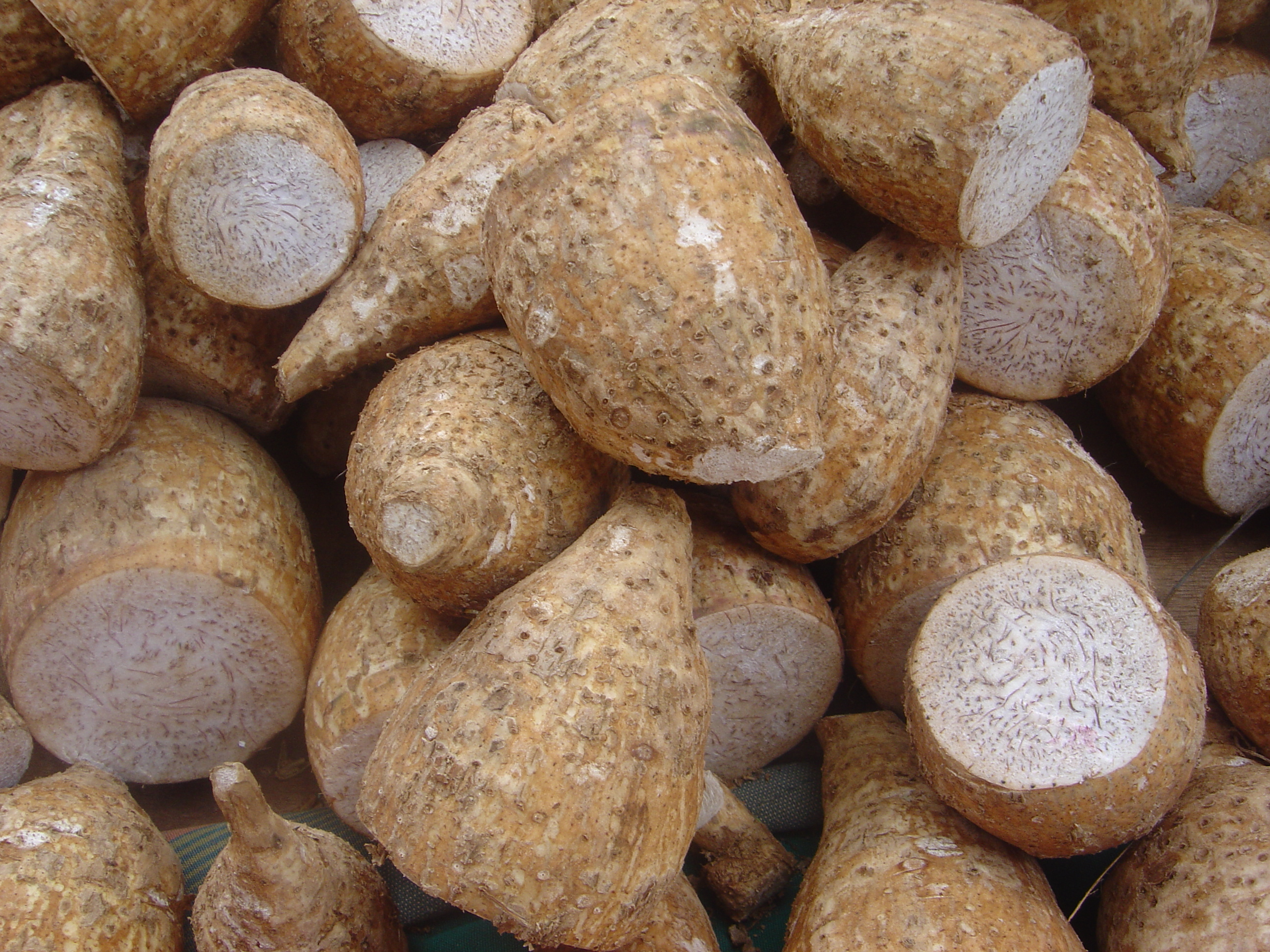
Cormos de taro para la venta.

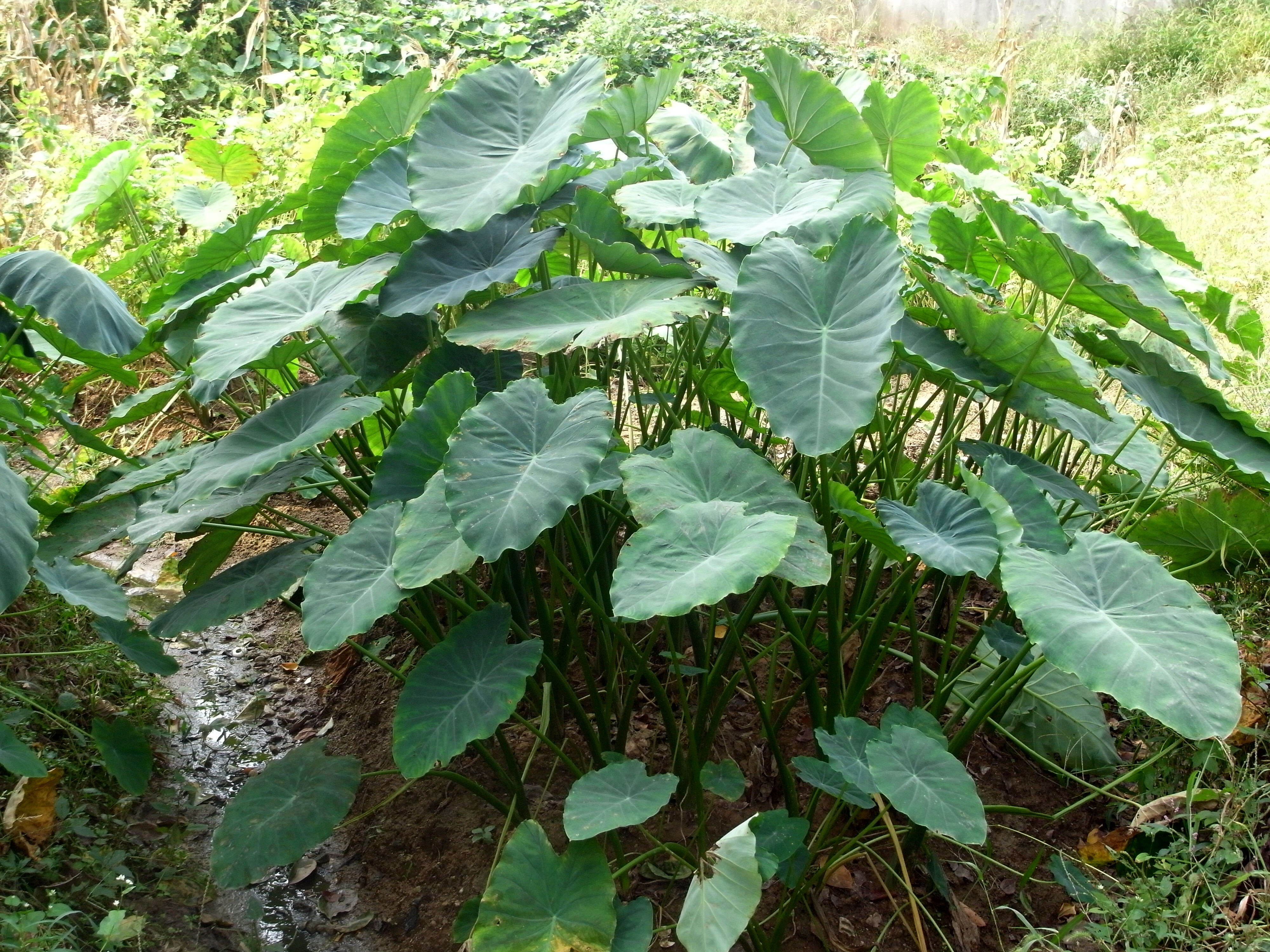
Colocasia esculenta en Corea.

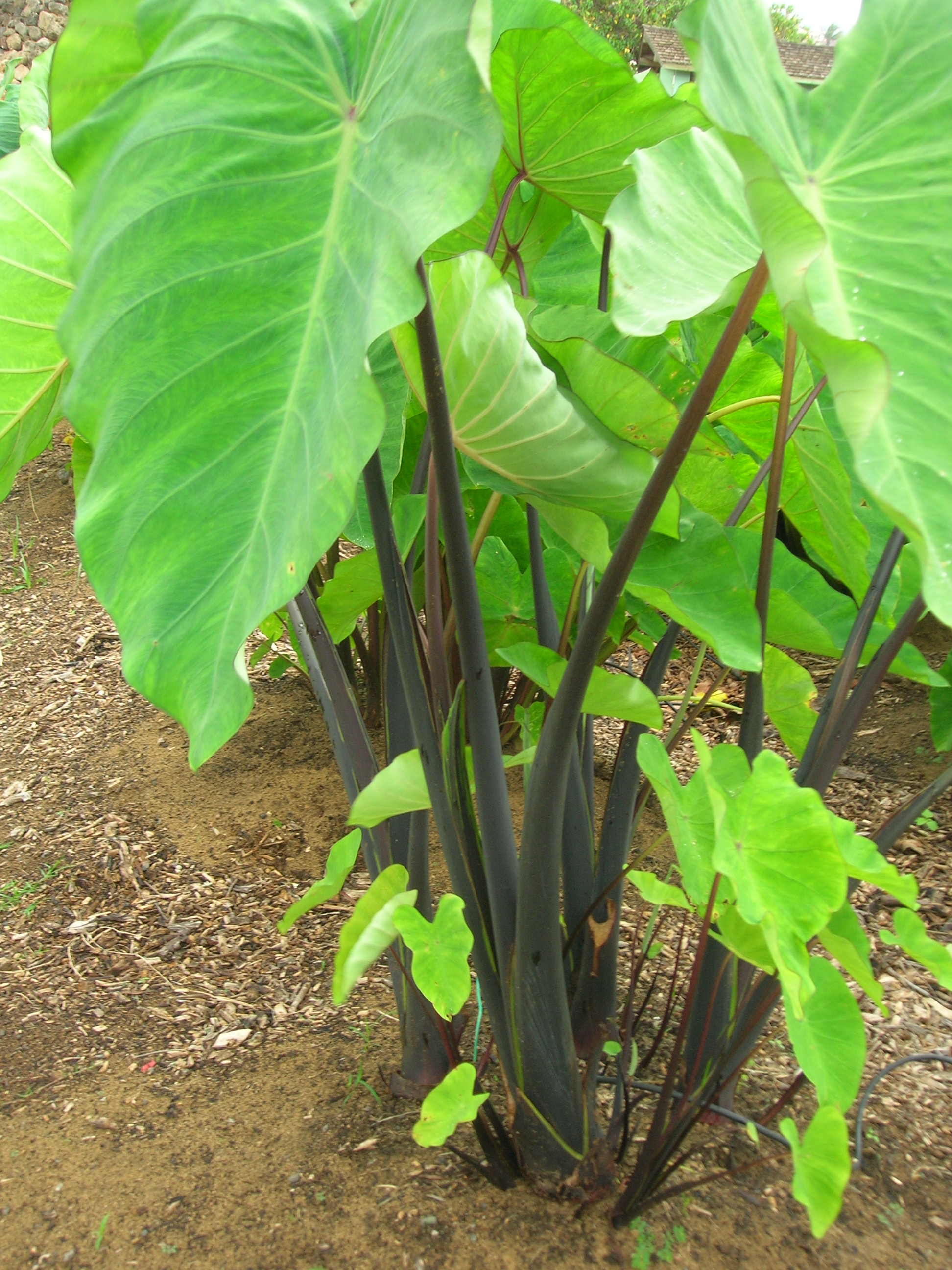
Vista de la planta.

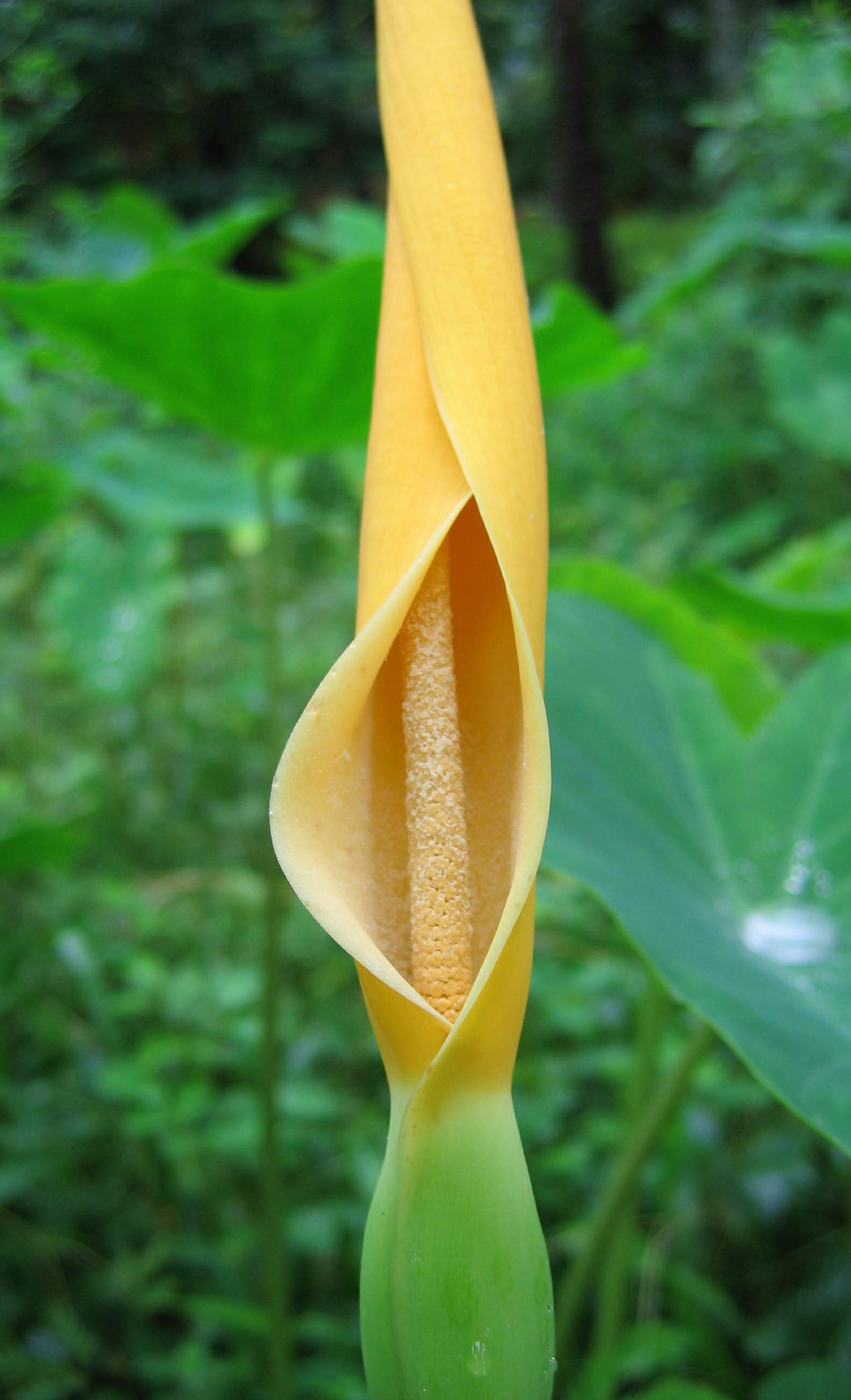
Flor.

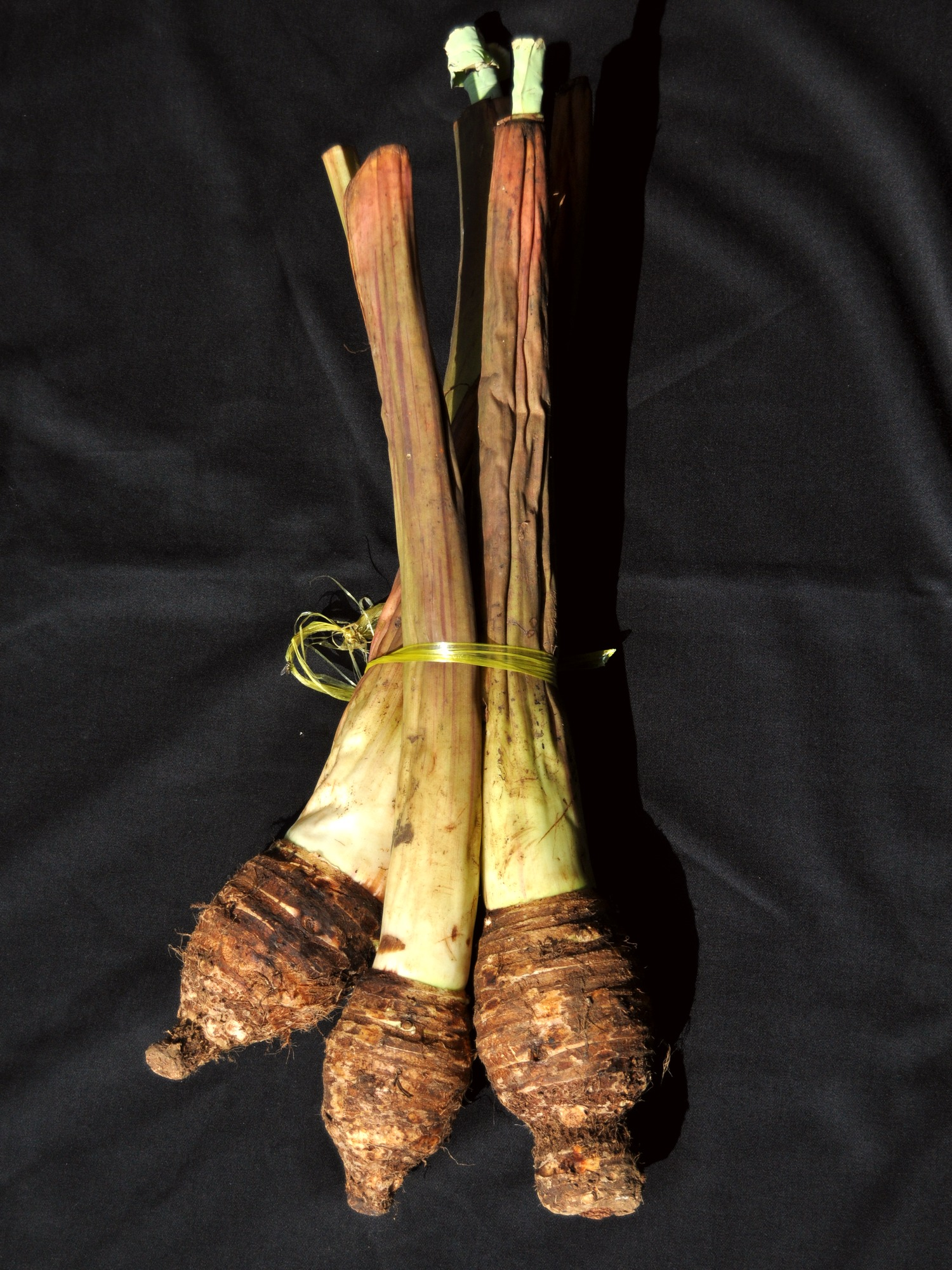
Preparados para la venta.

## Descripción
Es una planta herbácea, perennifolia, con un tubérculo subgloboso, estolonífero, subterráneo, que alcanza un tamaño de 6 cm de diámetro. Las hojas son peltadas, con la lámina de 32–36 cm de largo y 22–70 cm de ancho. Las inflorescencias son axilares, formando un espadice, protegidas por la espata, con aroma afrutado, tiene un pedúnculo de 9–80 cm de largo; y espata de hasta 43 cm de largo. Los frutos son bayas subglobosas a oblongas, de 3.5–5 mm de largo y 2.5–3.9 mm de diámetro; con semillas elipsoides, de color café claro.

## Distribución y hábitat
Se habría comenzado a cultivar hace 7000 años en las montañas de Papúa Nueva Guinea. La extensión de la zona de origen del taro está todavía en discusión, muchos los autores coinciden en sostener que se sitúa en el nordeste de la India, Sureste de Asia,  según otros autores se extiende también hasta Australia, Nueva Guinea, Islas Marshall.
Puede vegetar en arrozales o en tierras altas donde el agua es suministrada constantemente por lluvia o irrigación. Algunas variedades crecen también fuera de los trópicos, en lugares como Galicia, Corea y Japón.
Es un alimento tradicional en muchas áreas tropicales del mundo y la base para hacer el poi en Hawái. La planta es indigerible si se come cruda debido a las sustancias ergásticas en las células de la planta. Produce severos problemas gastrointestinales a menos que se cocine.

## Usos
Como en casi todas las verduras, las hojas de taro son ricas en vitaminas y minerales y fuente de fibra dietética. En su forma cruda, la planta es tóxica debido a la presencia de oxalato de calcio y la presencia de rafidios en las células vegetales con forma de aguja.
El cormo se suele consumir cocido generalmente como hortaliza, ya sea como acompañamiento de platos de carne, pollo o pescado o bien formando parte del popular sancocho (principalmente en Venezuela, Colombia y Panamá). En Canarias se suele usar como parte de la cocina tradicional, aunque suele confundirse con el ñame. En Costa Rica se utiliza mayoritariamente en su zona caribeña. En Corea el cormo se pela y los retoños de las hojas se sofríen.

## Producción
El taro se aprecia en el África Occidental, China, en la Polinesia, las islas del Océano Índico y de las Antillas. La cosecha mundial es de alrededor de 9,2 millones de toneladas (FAO 2002), los principales productores son Nigeria, Ghana, China y Costa de Marfil.
| Nigeria                  | 4 027 000,00  | 38 %  | 4 027 000,00  | 38 %  |
| Ghana                    | 1 800 000,00  | 17 %  | 1 800 000,00  | 17 %  |
| China                    | 1 638 328,00  | 15 %  | 1 638 500,00  | 16 %  |
| Camerún                  | 1 127 560,00  | 11 %  | 1 100 000,00  | 10 %  |
| Costa de Marfil          | 370 000,00    | 3 %   | 370 000,00    | 4 %   |
| Papúa Nueva Guinea       | 256 000,00    | 2 %   | 260 000,00    | 2 %   |
| Madagascar               | 200 000,00    | 2 %   | 200 000,00    | 2 %   |
| Japón                    | 184 800,00    | 2 %   | 184 800,00    | 2 %   |
| Ruanda                   | 136 359,00    | 1 %   | 136 895,00    | 1 %   |
| Filipinas                | 102 274,00    | 1 %   | 102 000,00    | 1 %   |
| República Centroafricana | 100 000,00    | 1 %   | 100 000,00    | 1 %   |
| Egipto                   | 116 673,00    | 1 %   | 100 000,00    | 1 %   |
| Otros países             | 556 308,00    | 5 %   | 501 596,00    | 5 %   |
| Total                    | 10 615 302,00 | 100 % | 10 520 791,00 | 100 % |

## Taxonomía
Colocasia esculenta fue descrita por (L.) Schott y publicado en Meletemata Botanica 18. 1832.
Etimología
Colocasia: nombre genérico que deriva de la antigua palabra griega kolokasion que el botánico griego Dioscórides (siglo I d. C.) asignaba a las raíces comestibles, tanto de Colocasia esculenta como de Nelumbo nucifera.
esculenta: epíteto latíno que significa "comestible".
Sinonimia
- Arum esculentum L., Sp. Pl.: 965 (1753).
- Caladium esculentum (L.) Vent., Descr. Pl. Nov.: t. 30 (1801).
- Leucocasia esculenta (L.) Nakai, Bull. Natl. Sci. Mus. Tokyo 31: 127 (1952).
- Arum colocasia L., Sp. Pl.: 985 (1753).
- Arum chinense L., Amoen. Acad. 4: 234 (1754).
- Arum peltatum Lam., Encycl. 3: 13 (1789).
- Arum lividum Salisb., Prodr. Stirp. Chap. Allerton: 260 (1796).
- Caladium nymphaeifolium Vent., Descr. Pl. Nov.: t. 30 (1801).
- Caladium acre R.Br., Prodr.: 336 (1810).
- Arum nymphaeifolium (Vent.) Roxb., Hort. Bengal.: 65 (1814).
- Arum colocasioides Desf., Tabl. École Bot., ed. 3: 7 (1829).
- Caladium violaceum Desf., Tabl. École Bot., ed. 3: 7 (1829).
- Caladium glycyrrhizum C.Fraser,[13] Bot. Misc. 1: 259 (1830).
- Calla virosa Roxb., Fl. Ind. ed. 1832, 3: 517 (1832).
- Colocasia acris (R.Br.) Schott in Schott & Endl., Melet. Bot.: 18 (1832).
- Colocasia antiquorum Schott in H.W.Schott & S.L.Endlicher, Melet. Bot.: 18 (1832).
- Caladium colocasioides (Desf.) Brongn., Nouv. Ann. Mus. Hist. Nat. 3: 156 (1834).
- Calla gaby Blanco, Fl. Filip.: 659 (1837).
- Colocasia vulgaris Raf., Fl. Tellur. 3: 65 (1837).
- Colocasia himalensis Royle, Ill. Bot. Himal. Mts.: 407 (1840).
- Colocasia nymphaeifolia (Vent.) Kunth, Enum. Pl. 3: 37 (1841).
- Colocasia virosa (Roxb.) Kunth, Enum. Pl. 3: 41 (1841).
- Colocasia vera Hassk., Flora 25(2 Beibl. 1): 81 (1842).
- Colocasia fontanesii Schott, Oesterr. Bot. Wochenbl. 4: 409 (1854).
- Colocasia euchlora K.Koch & Linden, Index Seminum (B) 1854(App.): 4 (1855).
- Zantedeschia virosa (Roxb.) K.Koch, Index Seminum (B) 1854(App.): 9 (1855).
- Alocasia illustris W.Bull, Cat. 1873: 4 (1873).
- Caladium violaceum Engl. in A.L.P.de Candolle & A.C.P.de Candolle, Monogr. Phan. 2: 492 (1879).
- Aron colocasium (L.) St.-Lag., Ann. Soc. Bot. Lyon 7: 119 (1880).
- Colocasia gracilis Engl., Bot. Jahrb. Syst. 1: 185 (1881).
- Colocasia neocaledonica Van Houtte, Cat. 1885: (1885).
- Alocasia dussii Dammer, Gartenflora 1892: 312 (1892).
- Colocasia colocasia (L.) Huth, Helios 11: 134 (1893), nom. inval.
- Colocasia violacea (Desf.) auct., Bot. Mag. 126: t. 7732 (1900).
- Steudnera virosa (Roxb.) Prain, Bengal Pl.: 1113 (1903).
- Caladium colocasia (L.) W.Wight, Contr. U. S. Natl. Herb. 9: 206 (1905), nom. illeg.
- Colocasia antiquorum var. patens Makino in Y.Iinuma, Somoku-Dzusetsu, ed. 3, 4: 1253 (1912).
- Colocasia antiquorum var. rosea Makino in Y.Iinuma, Somoku-Dzusetsu, ed. 3, 4: 1253 (1912).
- Colocasia peltata (Lam.) Samp., Herb. Portug.: 12 (1913).
- Colocasia aegyptiaca Samp., Herb. Portug., Ap.: 3 (1914).
- Colocasia antiquorum var. multifolia Makino, J. Jap. Bot. 1: 4 (1916).
- Colocasia antiquorum var. rupicola Haines, Bot. Bihar Orissa 5: 867 (1924).
- Colocasia antiquorum var. stolonifera Haines, Bot. Bihar Orissa 5: 867 (1924).
- Colocasia antiquorum f. acuatica Makino, J. Jap. Bot. 3: 15 (1926).
- Colocasia antiquorum f. eguimo Makino, J. Jap. Bot. 3: 15 (1926).
- Colocasia antiquorum f. oyasetage Makino, J. Jap. Bot. 3: 15 (1926).
- Colocasia antiquorum f. purpurea Makino, J. Jap. Bot. 3: 15 (1926).
- Colocasia antiquorum f. yamamotoi Makino, J. Jap. Bot. 3: 15 (1926).
- Colocasia tonoimo Nakai, Iconogr. Pl. Asiae Orient. 3: 231 (1940).[14]

## Nombres comunes
Es comúnmente llamado malanga en México, macal en Sureste de México, raramente llamado kalo (del hawaiano) o cará en Brasil, yautía coco en República Dominicana y malanga en Puerto Rico, Guatemala, Honduras, España, Nicaragua y Guinea Ecuatorial. 

En Colombia se conoce como malanga o papa china, como achín en el Departamento del Chocó, bore, y chonque.

En Ecuador se conoce como papa china. 

En Perú se conoce como bituca o pituca, en algunos lugares del sur, como onkucha o unkucha, y en el este mairina  o michucsi.

En Panamá se le conoce como otoe. 

En las islas Canarias se le llama ñamera y en Colombia se conoce por ñame aunque este término se refiere normalmente a otras plantas comestibles del género Dioscorea y también como tiquizque. 

En Costa Rica se le llama ñampí o malanga. 

En Venezuela se conoce como ocumo chino. La voz es del Caribe continental de Venezuela, que en el kari'ña actual se conserva bajo la forma akuumo. 

En Bolivia se conoce como papa balusa.

En Cuba se le denomina guagüi o malanga isleña, mientras que a los rizomas comestibles de esta planta se les llama ñame isleño.

En isla de Pascua y en Chile continental es llamado taro.

En Sudáfrica se conoce como madumbe. 

En Europa se conoce con el nombre común de edo o malanga. En Corea, es llamado toran (土卵) que significa "huevo de la tierra". 
El cormo se llama sato-imo (里芋) en japonés.